# Transit 3B
O Transit 3B foi um satélite americano lançado em 22 de fevereiro de 1961 e operado pela Marinha dos Estados Unidos. Ele foi um substituto para o Transit 3A, que foi perdido em uma falha de lançamento em 30 de novembro do ano anterior. Ele levava instrumentos para demonstrar sistemas de navegação e temporização, e efetuar estudos geodésicos para ajudar no desenvolvimento do sistema de navegação da família de satélites  Transit.